# Jan Sołtysiak
Jan Sołtysiak (ur. ok. 1951) – polski ekonomista i działacz jeździecki, rektor Wyższej Szkoły Marketingu i Zarządzania w Lesznie.

## Życiorys
Urodził się w Ostrowie Wielkopolskim. Po ślubie osiadł w Lesznie. Z wykształcenia jest ekonomistą. Posiada stopień doktora nauk ekonomicznych; specjalność analiza finansowa. Były pracownikiem Akademii Ekonomicznej w Poznaniu. W 1993 założył Wyższą Szkołę Marketingu i Zarządzania w Lesznie, której jest rektorem.
Zanim został prezesem PZJ był między innymi organizatorem krajowych i międzynarodowych zawodów jeździeckich. Prowadził również ośrodek jeździecki. W kwietniu 2017 został większością głosów wybrany na prezesa Polskiego Związku Jeździeckiego, wygrywając z Jerzym Milewskim. Na stanowisku prezesa zastąpił pełniącego od stycznia 2017 roku funkcję p.o. prezesa PZJ Wojciecha Pisarskiego.